# Юхно Олександр Олександрович
Юхно Олександр Олександрович (7 березня 1954, с. Максимівка, Полтавська область) — український вчений, юрист. Доктор юридичних наук (2012), професор (2013).

## Життєпис
Олександр Олександрович Юхно народився 7 березня 1954 р. у с. Максимівка Полтавської області. 
У 1971 році закінчив середню школу № 1 міста Алмазна Луганської області. У 1971—1972 роках працював електрослюсарем Алмазнянського металургійного заводу Луганської області. У 1972—1974 роках проходив службу у Збройних Силах. У 1974 році працював електрослюсарем цеху № 2 Комунарського металургійного заводу Луганської області. 
У 1978 році закінчив Харківський юридичний інститут (нині Національний юридичний університет імені Ярослава Мудрого) і був направлений для проходження служби до органів внутрішніх справ. У 1978—1986 роках працював заступником командира об'єднаного дивізіону патрульно-постової служби міліції, старшим слідчим, заступником начальника Жовтневого районного відділу міліції м. Харкова; у 1990—1997 роках — на керівних посадах служби ДСБЕЗ УМВС України у місті Харків і Харківської області (у цей період йому присвоєно звання полковника міліції). У 1997—2003 роках — заступник начальника УМВС України на Південній залізниці з слідства; у 2003—2004 роках — начальник УМВС України на Одеській залізниці; у 2004—2011 роках — проректор по роботі з персоналом (за сумісництву викладач, доцент кафедри кримінального процесу), професор кафедри кримінального права Одеського державного університету внутрішніх справ. 
Починаючи з 1 грудня 2011 року є завідувачем кафедри кримінального процесу та організації досудового слідства факультету № 1  Харківського національного університету внутрішніх справ.

## Громадська діяльність
У 1984—1986 роках обирався депутатом районної ради депутатів трудящих Жовтневого району Харкова.

## Наукова діяльність
Кандидат юридичних наук з 2005 року зі спеціальності «Кримінальне право та кримінологія, кримінально-виконавче право». Тема кандидатської дисертації «Діяльність транспортної міліції щодо попередження крадіжок приватного майна на пасажирському залізничному транспорті».
Доктор юридичних наук з 2012 року зі спеціальності «Кримінальний процес та криміналістика, судова експертиза, оперативно-розшукова
діяльність». Тема докторської дисертації «Концептуальні засади оперативно-розшукового запобігання злочинам органами внутрішніх справ у сучасних умовах розвитку України».
21 червня 2007 року присвоєно вчене звання доцента кафедри кримінального процесу, 25 січня 2013 року вчене звання професора кафедри кримінального процесу.
Під науковим керівництвом Юхна О. О. захищено дві докторські і вісім кандидатських дисертацій.
Юхном О. О. особисто або у співавторстві надруковано понад 205 наукових праць, з них: 13 монографій, два підручники, 15 навчальних посібників, 94 статті та 82 тез доповідей. Основні з них:
- О. О. Юхно Проблеми запобігання крадіжкам приватного майна громадян на пасажирському залізничному транспорті: монографія. — Одеса: Одеський юридичний інститут Харківського національного університету внутрішніх справ, 2006. — 202 с.;
- О. О. Юхно Кримінальна відповідальність за пошкодження шляхів сполучення і транспортних засобів: монографія. — О. : Букаєв В. В., 2009. — 252 с.;
- О. О. Юхно Теорія та практика оперативно-розшукового запобігання злочинам органами внутрішніх справ: монографія. — О. : Інтерпринт, 2010. — 368 с.;
- О. О. Юхно Оперативно-розшукове запобігання органами внутрішніх справ: теоретичний та практичний аспекти: монографія. — О. : ОДУВС, 2010. — 374 с. таємно;
- О. В. Мартовицька, О. О. Юхно Актуальні питання надання правової допомоги у кримінальному провадженні: монографія. — Харків: Панов, 2014. — 224 с. [Серія «Бібліотечка слідчого і детектива: учасники кримінального провадження»];
- О. С. Осадча, О. О. Юхно Повноваження прокурора при застосуванні запобіжних заходів: монографія. — Харків: Панов, 2016. — 224 с. [Серія «Бібліотечка слідчого і детектива: учасники кримінального провадження»];
- Ю. В. Лук'яненко, О. О. Юхно Затримання особи як захід забезпечення кримінального провадження: монографія. — Харків: Панов, 2016. — 264 с. [Серія «Бібліотечка слідчого і детектива: учасники кримінального провадження»].

За його редакцією видано монографії:
- В. Г. Уваров Міжнародно-правові стандарти у кримінальному процесі України: монографія. — Харків: НікаНова, 2014. — 416 с.
- С. В. Євдокіменко Теорія і практика судово-економічної експертизи: монографія. — Харків: Панов, 2016. — 540 с.;
- Бабакін В. М. Протидія молодіжній злочинності: оперативно-розшуковий аспект: монографія. — Дніпр.: Вид-во «Адверта», 2016. — 393 с.

Є членом також редколегій наукових журналів «Право і Безпека», «Наше право — OUR LAW» та збірника наукових праць «Вісник Кримінологічної асоціації України», які видаються у  Харківському національному університеті внутрішніх справ. Бере активну участь у діяльності Робочої групи комітету Верховної Ради України по законодавчому забезпеченню правоохоронної діяльності щодо опрацювання змін та новацій у Кримінально-процесуальному кодексі України та інших законодавчих і нормативно-правових актів України.

## Нагороди та відзнаки
За вагомі досягнення у виявленні, розкритті й розслідуванні тяжких, особливо тяжких, багатоепізодних і резонансних злочинів, взаємодії з міжнародними правоохоронними органами та у науково-педагогічній діяльності неодноразово заохочувався МВС України та Росії, Союзом юристів України, Харківською і Одеською обласними державними адміністраціями.
Нагороджений відомчими заохочувальними відзнаками МВС України: Почесним знаком МВС України, «Закон і честь», «Почесною Грамотою МВС України», «За відзнаку в службі» І та ІІ ступенів, нагрудними медалями: «За сумлінну службу» І–ІІІ ступенів, «Ветеран служби», «За доблесть і відвагу в службі карного розшуку» І та ІІ ступенями, медалями: «60 років Збройних Сил СРСР», «70 років Збройних Сил СРСР», «10 років МВС України», «15 років МВС України», пам'ятною медаллю «300 років Михайлу Васильовичу Ломоносову», ювілейною медаллю «90 років карному розшуку України».